# Mutant Enemy
Mutant Enemy ist eine Produktionsfirma von Joss Whedon.

## Arbeiten
Im Auftrag von 20th Century Fox stellte sie von 1996 bis 2003 die Serien Buffy – Im Bann der Dämonen, Angel – Jäger der Finsternis und Firefly – Der Aufbruch der Serenity her. Nach dem Ende von Angel wurde die Firma vorerst stillgelegt und der Vertrag mit Fox gekündigt. Insgesamt wurden mit 144 Folgen von Buffy, 110 von Angel und 14 Firefly 268 Fernsehepisoden gedreht. 2008 trat Mutant Enemy mit der Produktion des Web-Musicals Dr. Horrible’s Sing-Along Blog wieder in Erscheinung. Anschließend produzierte man zusammen mit 20th Century Fox Television die Serie Dollhouse. Die bislang einzige Filmproduktion des Unternehmens war The Cabin in the Woods im Jahr 2012. Von 2013 bis 2020 produzierte Mutant Enemy die Serie Marvel’s Agents of S.H.I.E.L.D..

## Besonderheiten
Der Name der Firma ist eine Referenz an eine Zeile aus dem Song And You and I der Band Yes. Das Logo besteht aus einem absichtlich schlecht animierten Vampir, der den Bildschirm durchquert und dabei „Grr. Argh.“ sagt.
Besonderen Wert legt die Firma laut Eigenaussage auf ein gutes und stimmiges Autorenteam. Die Autoren arbeiteten oftmals für mehrere Mutant Enemy-Serien, wie auch einzelne Schauspieler immer wieder in anderen Whedon-Produktionen auftreten. Als Autoren oder Produzenten für Mutant Enemy waren unter anderem Steven S. DeKnight (Buffy, Angel, Dollhouse), Jane Espenson (Firefly, Buffy), Drew Greenberg (Firefly, Buffy), Tim Minear (Angel, Firefly) und Jed Whedon (Dollhouse, Agents of SHIELD) tätig.
Auch unter den Schauspielern wurde oftmals ausgetauscht, z. B. in den Crossovers der zusammengehörenden Serien Buffy und Angel. Ferner traten Darsteller aus Firefly oder Dollhouse auch in anderen Rollen in Buffy, Angel und Agents of SHIELD auf.